# 真野玲
真野 玲（まの あきら）は、日本の男性アニメーション演出家、アニメーション監督。ペンネームに小田原男がある。

## 参加作品

### テレビアニメ
1990年
- それいけ!アンパンマン（制作進行・演出）

1996年
- バーチャファイター（演出）
- セイバーマリオネットJ（1996年 - 1997年、演出）

1997年
- はりもぐハーリー 第2期（絵コンテ・演出）
- さくらももこ劇場 コジコジ（1997年 - 1999年、絵コンテ）
- 新・天地無用!（演出）

1998年
- セクシーコマンドー外伝 すごいよ!!マサルさん（絵コンテ）
- ブレンパワード（演出）
- カードキャプターさくら（1998年 - 2000年、演出）
- 時空転抄ナスカ（演出）
- グランダー武蔵RV（演出）
- 頭文字D（絵コンテ）
- 突撃!パッパラ隊（1998年 - 1999年、演出）

1999年
- 忍たま乱太郎 第7期（絵コンテ）

2000年
- 女神候補生（演出）
- ストレンジドーン（絵コンテ・演出）
- 陽だまりの樹（演出）
- はじめの一歩（2000年 - 2002年、演出）

2001年
- 新白雪姫伝説プリーティア（絵コンテ）
- 星のカービィ（2001年 - 2003年、絵コンテ・演出・演出補佐）

2002年
- ヴァイスクロイツ グリーエン（演出）

2004年
- 十兵衛ちゃん2 -シベリア柳生の逆襲-（演出）
- 双恋（演出）
- レジェンズ 甦る竜王伝説（2004年 - 2005年、絵コンテ）

2005年
- 蟲師（2005年 - 2006年、演出）
- アニマル横町（2005年 - 2006年、絵コンテ）

2006年
- 無敵看板娘（演出）
- ゴーストハント（ - 2007年、監督）

2008年
- GUNSLINGER GIRL -IL TEATRINO-（監督）

2010年
- ギャラクシーレーサー スキャン2ゴー（演出）

2011年
- イナズマイレブンGO（演出）

2012年
- 頭文字D Fifth Stage（絵コンテ）

2013年
- フォトカノ（助監督・演出・演出助手）
- HUNTER×HUNTER（第2作）（絵コンテ）
- はじめの一歩 Rising（絵コンテ・演出）

2014年
- 魔法戦争（演出）
- ダイヤのA（絵コンテ・演出）
- カードファイト!! ヴァンガード レギオンメイト編（演出）

2015年
- デュエル・マスターズ VSR（演出）

2016年
- エンドライド（演出）
- かみさまみならい ヒミツのここたま（絵コンテ）
- 境界のRINNE（演出）
- 私がモテてどうすんだ（演出）

2017年
- 覆面系ノイズ（演出）
- マーベル フューチャー・アベンジャーズ（ - 2018年、演出サポート）

2018年
- 学園ベビーシッターズ（演出）
- あそびあそばせ（演出）
- マーベル フューチャー・アベンジャーズ シーズン2（絵コンテ）
- 学園BASARA（演出）

2019年
- ファンタシースターオンライン2 エピソード・オラクル（演出）
- バビロン（演出）

2020年
- アサティール 未来の昔ばなし（演出（未来パート・昔ばなしパート））

2021年
- 七つの大罪 憤怒の審判（演出）
- さよなら私のクラマー（絵コンテ）

2022年
- プラチナエンド（演出）
- リーマンズクラブ（演出）
- CUE!（演出）
- 理系が恋に落ちたので証明してみた。r=1-sinθ（演出）
- 新テニスの王子様 U-17 WORLD CUP（演出）
- 農民関連のスキルばっか上げてたら何故か強くなった。（演出）
- 虫かぶり姫（演出）

2023年
- イジらないで、長瀞さん 2nd Attack（演出）
- 彼女、お借りします（演出）
- カノジョも彼女 Season 2（演出）

2024年
- ぶっちぎり?!（演出補佐）
- ささやくように恋を唄う（監督・絵コンテ・演出）
- 怪異と乙女と神隠し（演出）
- 結婚するって、本当ですか（演出）

2025年
- 地縛少年花子くん2（演出）

### 劇場アニメ
1989年
- それいけ!アンパンマン キラキラ星の涙（制作進行）

1990年
- それいけ!アンパンマン おむすびまん（助監督）

1992年
- アップフェルラント物語（演出）

1997年
- るろうに剣心 -明治剣客浪漫譚- 維新志士への鎮魂曲（演出）

1999年
- 劇場版カードキャプターさくら（演出補佐）

2000年
- 劇場版カードキャプターさくら 封印されたカード（演出協力）

2008年
- パッテンライ!! 〜南の島の水ものがたり〜（演出）

### OVA
1991年
- 一本包丁満太郎（演出）

1992年
- ハンサムな彼女（演出）

1994年
- 紺碧の艦隊（演出）

1995年
- KEY THE METAL IDOL（演出）

1996年
- 銀河英雄伝説 第4期（ - 1997年、絵コンテ・演出）

2003年
- がぁーでぃあんHearts（演出）

2004年
- HUNTER×HUNTER G・I Final（演出）

### Webアニメ
2020年
- アラド:逆転の輪（演出）

2021年
- 終末のワルキューレ（演出）

2022年
- BASTARD!! -暗黒の破壊神-（演出）